# Ḩasratān
Ḩasratān (persiska: حَسرَتان) är en ort i Iran.   Den ligger i provinsen Östazarbaijan, i den nordvästra delen av landet, 500 km nordväst om huvudstaden Teheran. Ḩasratān ligger 255 meter över havet och antalet invånare är 796.
Terrängen runt Ḩasratān är kuperad söderut, men norrut är den platt. Runt Ḩasratān är det ganska glesbefolkat, med 42 invånare per kvadratkilometer. Närmaste större samhälle är Khomārlū, 17,5 km sydväst om Ḩasratān. Trakten runt Ḩasratān består till största delen av jordbruksmark.